# 堀之內 (杉並區)
堀之內（日语：／ Horinouchi */?）是東京都杉並區的地名。已實施住居表示。現行行政地名為堀之內一丁目至三丁目。2013年10月1日為止的人口有18,758人。郵遞區號166-0013。

## 地理
位於杉並區中東部。北鄰杉並區梅里，西鄰杉並區松之木與大宮。南與杉並區和泉以方南通為界，東與杉並區和田、方南以環七通為界。此外，一丁目與二丁目以善福寺川為界。町內主要為住宅區。
堀之內有杉並區最具代表性的寺院妙法寺。不僅是古典落語「堀之內｣的題材，也是自江戶時代起以消災祈福聞名的寺院。此外，妙法寺附近還有許多其他寺院。而堀之內齋場不在町內，而是在相鄰的梅里內。

## 歷史
1451年（寶德3年）的下知狀是「堀之內」首次出現在文獻上。原屬和田村，江戶時代為多摩郡堀之內村。當時江戶前往妙法寺參拜的行為十分普遍，稱為「堀之內詣」。1889年（明治22年），為和田堀之內村大字。1932年（昭和7年），為杉並區堀之內。1968年（昭和43年）實施住居表示，延續至今。

### 地名由來
中世紀，武士、在地領主的居館有堀與垣圍繞，稱為「堀之內」。
傳聞地名是源自此地的和田義盛居館。

## 交通
町內無鐵路車站，東南端可利用東京地下鐵丸之內線方南町站。北部可利用丸之內線新高圓寺站。還可利用附近的環七通、方南通、五日市街道等道路的巴士。

## 設施
- 妙法寺
- 堀之內熊野神社
- 東京立正短期大學、東京立正中學校、高等學校

## 備註
1. ↑  杉並区 区政資料 - 統計 - 人口 - 各歳別人口25年 的存檔，存档日期2013-10-22.